# Fox the Fox
I Fox the Fox sono stati un gruppo musicale olandese di genere synth-pop e funk attivo tra il 1981 e il 1990, conosciuti per il loro grande successo Precious Little Diamond.

## Storia
Il gruppo venne fondato da Berth Tamaëla e Sylvia Musmin a Groninga nel 1981. Tamaëla compose le musiche mentre Sylvia, con il nome Silhouette Musmin, scrisse quasi tutti i testi dei brani. Aveva la particolarità di essere composto da musicisti provenienti dai territori d'oltremare; principalmente le Antille Olandesi, il Suriname e l'Indonesia, antiche colonie olandesi. Era composto dal bassista Gino Jansen, dal chitarrista Kier van der Werf, il tastierista Roy Kuschel e dai batteristi Robbie Brans, Tjalling Bos e Han Langkamp.
Musicalmente ispirati dai Modern Talking, nel 1983 pubblicano il loro primo singolo, Flirting and Showing, che appare nelle posizioni basse delle classifiche olandesi e tedesche. L'anno successivo esce il loro successo più grande, Precious Little Diamond, che raggiunge la Top 20 di molte classifiche europee e arriva al 18º posto della Billboard statunitense. Il singolo fa da traino al primo album, In the Dark of the Nite.
Con i sei singoli successivi e un altro album, Diamonds, non riuscirono a replicare il successo. Nel 1990, dopo l'abbandono di Tamaëla, il gruppo si sciolse. Quest'ultimo fu il solo a continuare la carriera con il progetto Beat-T, mentre Sylvia Musmin, lasciato il mondo musicale, si stabilì ad Amsterdam diventando sostenitrice della medicina alternativa.

## Formazione
- Berth Tamaëla – voce, chitarra
- Kier van der Werf - chitarra
- Gino Jansen – basso
- Roy Kuschel – tastiere, flauto
- Robbie Brans – batteria
- Tjalling Bos – batteria
- Han Langkamp – batteria
- Hennie Dolsma – coro
- Silhouette (Sylvia) Musmin, Lucien Oppier, Pieter Vorenholt – testi

## Discografia

### Album in studio
- 1984 – In the Dark of the Nite
- 1989 – Diamonds

### Compilation
- 2006 – Collections

### Singoli
- 1983 – Flirting and Showing
- 1984 – Precious Little Diamond
- 1984 – I.C. Eyes
- 1984 – Stealin' (My Heart Away)
- 1986 – She Don't Mind
- 1987 – Star in the Nite (Too Late)
- 1989 – Rock the Pop
- 1989 – Something Special